# Zmarli w lipcu 2015

## Lipiec 2015
- 31 lipca
  - Henryk Buszko – polski architekt[1]
  - Roddy Piper – kanadyjski wrestler i aktor[2]
  - Richard S. Schweiker – amerykański polityk[3]
- 30 lipca
  - Lynn Anderson – amerykańska piosenkarka country[4]
  - Witosław Czerwonka – polski malarz, profesor Akademii Sztuk Pięknych w Gdańsku[5]
  - Ludmila Dvořáková – czeska śpiewaczka operowa[6]
  - Charlotte Holloman – afroamerykańska śpiewaczka operowa i pedagog muzyczny[7]
  - Czesław Lorenc – polski wioślarz, olimpijczyk z Helsinek 1952[8]
  - Johnny Meeks – amerykański gitarzysta i autor piosenek[9]
  - Alena Vrzáňová – czeska łyżwiarka figurowa[10]
- 29 lipca
  - Jan Kulczyk – polski przedsiębiorca, najbogatszy Polak[11]
  - Mike Pyle – amerykański futbolista[12]
- 28 lipca
  - Edward Natapei – vanuacki polityk[13]
  - Clive Rice – południowoafrykański krykiecista[14]
  - Masayuki Izumi – japoński aktor[15]
- 27 lipca
  - A.P.J. Abdul Kalam – indyjski inżynier, polityk, prezydent Indii (2002–2007)[16]
  - Adam Galas – polski impresario muzyczny, menedżer zespołu Perfect[17]
  - Aleksander Gądek – polski samorządowiec, prezydent Tychów (1994–2000)[18]
  - Bob Kauffman – amerykański koszykarz i trener[19]
  - Ivan Moravec – czeski pianista i pedagog muzyczny[20]
- 26 lipca
  - Bobbi Kristina Brown – amerykańska osobowość telewizyjna i piosenkarka, córka Whitney Houston i Bobby’ego Browna[21]
  - Peggy Evans – brytyjska aktorka[22]
  - Vic Firth – amerykański producent pałek perkusyjnych[23]
  - Jerzy Glapa – polski aktor teatralny, filmowy i telewizyjny[24]
  - Maciej Kozak – polski piłkarz, bramkarz Lechii Gdańsk[25]
  - Ann Rule – amerykańska pisarka[26]
  - Sebastiano Vassalli(inne języki) – włoski pisarz[27]
- 25 lipca
  - Robin Phillips – angielski aktor i reżyser[28]
  - Marek Tomasz Zahajkiewicz – polski duchowny rzymskokatolicki, teolog, historyk Kościoła, profesor KUL[29]
- 24 lipca
  - Peg Lynch(inne języki) – amerykańska aktorka i pisarka[30]
  - Weronika Migoń – polska reżyser filmowa[31][32]
  - Zbigniew Piątek – polski wojskowy; pułkownik, wykładowca Akademii Obrony Narodowej[33]
  - Mario Sereni – włoski śpiewak operowy[34]
- 23 lipca
  - William Wakefield Baum – amerykański duchowny katolicki, kardynał[35]
  - Krystyn Izdebski – polski biolog, profesor UMCS[36]
- 22 lipca
  - Natasha Parry – angielska aktorka[37]
- 21 lipca
  - Theodore Bikel – amerykański aktor, piosenkarz folkowy, kompozytor i działacz polityczny[38]
  - E.L. Doctorow – amerykański pisarz, wykładowca uniwersytecki[39]
  - Buddy Emmons – amerykański muzyk grający na elektrycznej gitarze hawajskiej[40]
  - Juliusz Korzeniak – polski piłkarz, hokeista i trener[41]
  - Czesław Marchaj – polski żeglarz i teoretyk żeglarstwa[42]
  - Dick Nanninga – holenderski piłkarz[43]
  - Wojciech Przybylski – polski realizator dźwięku i producent muzyczny[44]
- 20 lipca
  - Denis Avey – brytyjski wojskowy[45]
  - Tom Beard – angielski aktor[46]
  - Wayne Carson – amerykański muzyk country, autor tekstów i producent muzyczny[47]
  - Józef Jungiewicz – polski polityk, inżynier górnik, sadownik, poseł na Sejm X kadencji[48]
  - Dieter Moebius – szwajcarski kompozytor, twórca muzyki elektronicznej[49]
  - Serhij Omeljanowicz – ukraiński piłkarz[50]
  - Kazimierz Szymiczek – polski matematyk[51]
- 19 lipca
  - Bernat Martínez – hiszpański motocyklista wyścigowy[52]
  - Galina Prozumienszczikowa – rosyjska pływaczka[53]
  - Daniel Rivas – hiszpański motocyklista wyścigowy[52]
  - Giennadij Sielezniow – rosyjski polityk[54]
- 18 lipca
  - Van Alexander – amerykański muzyk jazzowy, kompozytor i aranżer[55]
  - Buddy Buie – amerykański autor tekstów piosenek[56]
  - George Coe – amerykański aktor[57]
  - Marian Augustyn Herman – polski elektronik, prof. dr hab. inż.[58]
  - Alex Rocco – amerykański aktor[59]
- 17 lipca
  - Krzysztof Baumiller – polski scenograf filmowy, teatralny i telewizyjny[60]
  - Jules Bianchi – francuski kierowca formuły 1[61]
  - Nova Pilbeam – brytyjska aktorka[62]
  - John Taylor – angielski pianista jazzowy[63]
- 16 lipca
  - Alcides Ghiggia – urugwajski piłkarz[64]
  - Sławomir Gołaszewski – polski  filozof kultury, poeta, kompozytor, muzyk, dziennikarz i felietonista[65][66]
  - Violetta Farjeon – francuska aktorka[67]
  - Eugeniusz Ochendowski – polski prawnik i polityk, poseł na Sejm PRL IX kadencji[68]
  - Henryk Podedworny – polski ekonomista rolny[69]
- 15 lipca
  - Alan Curtis – amerykański klawesynista, muzykolog i dyrygent opery barokowej (ur. 1934)[70]
  - Wan Li – chiński polityk i działacz państwowy[71]
  - Aubrey Morris – brytyjski aktor[72]
  - Marian Paruzel – polski wędkarz, publicysta i dziennikarz prasy wędkarskiej[73]
  - Harry Pitch – angielski harmonijkarz[74]
  - Leszek Rózga – polski grafik, rysownik i malarz, profesor zwyczajny[75]
  - Howard Rumsey – amerykański kontrabasista jazzowy[76]
  - Fred Wendorf – amerykański antropolog[77]
- 14 lipca
  - Krzysztof Kruszewski – polski pedagog, prof. UW, działacz PZPR, minister oświaty i wychowania (1980–1981)[78]
  - Olaf Pooley – angielski aktor[79]
- 13 lipca
  - Arturo Paoli – włoski duchowny katolicki[80]
  - Michael Rayner – angielski śpiewak operowy[81]
  - Joan Sebastian – meksykański piosenkarz[82]
- 12 lipca
  - Tenzin Delek Rinpocze – tybetański mnich buddyjski i działacz społeczny w prowincji Syczuan[83]
  - Tomasz Morawski – polski działacz polonijny i publicysta[84]
  - Róża Nowotna-Walcowa – polska lekarka, uczestniczka powstania warszawskiego[85]
- 11 lipca
  - Giacomo Biffi – włoski duchowny Kościoła Rzymsko-Katolickiego, kardynał[86]
  - Patricia Crone – amerykańska orientalistka[87]
  - Hussein Fatal – amerykański raper[88]
  - Satoru Iwata – japoński przedsiębiorca, prezes i dyrektor generalny firmy Nintendo[89]
  - Victor Louis Ménage – brytyjski historyk i turkolog[90]
- 10 lipca
  - Kazimierz Brzeziński – polski lekarz, polityk[91]
  - Marian Kwarciński – polski żużlowiec[92]
  - Jimmy Murray – szkocki piłkarz[93]
  - Roger Rees – walijski aktor i reżyser filmowy[94]
  - Omar Sharif – egipski aktor[95]
  - Konrad Strycharczyk – polski aktor i tenor, żołnierz podziemia antykomunistycznego[96]
  - Jon Vickers – kanadyjski śpiewak operowy[97]
- 9 lipca
  - Saud bin Faisal bin Abdulaziz Al Saud – saudyjski dyplomata, minister spraw zagranicznych[98]
  - Aleksander Główczewski – polski teoretyk literatury, dra hab.[99]
  - Michael Masser – amerykański autor tekstów piosenek, kompozytor i producent muzyki popularnej[100]
  - Stefan Rolewicz – polski matematyk[101]
  - Ettore Stratta – amerykański dyrygent, producent muzyczny[102]
  - Tadeusz Suchocki – polski pianista, kompozytor[103]
- 8 lipca
  - Irwin Keyes – amerykański aktor[104]
  - Waldemar Ochnia – polski artysta kabaretowy[105]
  - Ken Stabler – amerykański futbolista[106]
  - James Tate(inne języki) – amerykański poeta[107]
  - Stanisław Wójcik – polski zootechnik, prof. zw. dr hab.[108]
- 7 lipca
  - Irena Hausmanowa-Petrusewicz – polska lekarka, neurolog[109]
  - Włodzimierz Mięsowicz – polski specjalista w zakresie wydobycia miedzi[110]
  - Kazimierz Rusinek – polski urzędnik, wiceprezes GUS, publicysta, kawaler orderów[111]
- 6 lipca
  - Wojciech Albiński – polski pisarz[112]
  - Masabumi Kikuchi – japoński pianista i kompozytor jazzowy[113]
  - Rachela Margolis – żydowska działaczka partyzancka z czasów II wojny światowej[114]
  - Luigi Martella – włoski biskup katolicki[115]
  - Jerry Weintraub – amerykański producent filmowy[116]
- 5 lipca
  - Uffe Haagerup – duński matematyk[117]
  - Jacek Malko – polski elektroenergetyk[118]
  - Sakari Momoi – japoński superstulatek, najstarszy żyjący mężczyzna na świecie[119]
  - Aleksandra Mróz-Jaśkiewicz – polska pływaczka, olimpijka z Helsinek 1952[120]
  - Yoichiro Nambu – amerykański fizyk japońskiego pochodzenia, Noblista[121]
  - Stanisław Wyłupek – polski inżynier, minister przemysłu maszyn ciężkich i rolniczych (1981)[122]
- 4 lipca
  - Nedełczo Beronow – bułgarski polityk i prawnik[123]
  - Mieczysław Lubański – polski duchowny, matematyk, pedagog[124]
  - Jacek Mojkowski – polski dziennikarz[125]
  - Julian Paluch – polski specjalista oczyszczanie ścieków w środowisku glebowym, prof. dr hab. inż.[126]
  - Jerzy Szymański – polski śpiewak operowy[127]
- 3 lipca
  - Diana Douglas – amerykańska aktorka[128]
  - Edmund Małachowicz – polski historyk architektury, konserwator zabytków[129]
  - Krystyna Siesicka – polska pisarka, autorka powieści dla młodzieży[130]
  - György Szabad – węgierski polityk i historyk[131]
- 2 lipca
  - Slavko Avsenik – słoweński kompozytor i muzyk[132]
  - Roy C. Bennett – amerykański autor tekstów piosenek[133]
  - Miron Gaj – polski fizyk, optyk[134]
  - Charlie Sanders – amerykański futbolista[135]
- 1 lipca
  - Val Doonican – irlandzki piosenkarz[136]
  - Zbigniew Grynczel – polski pułkownik pożarnictwa, dyrektor Ośrodka Badawczo-Rozwojowego Ochrony Przeciwpożarowej (OBROP)[137]
  - Czesław Olech – polski matematyk, przedstawiciel krakowskiej szkoły matematycznej[138]
  - Sergio Sollima – włoski reżyser i scenarzysta[139]
  - Nicholas Winton – brytyjski makler giełdowy, w 1939 uratował kilkaset żydowskich dzieci[140]

data dzienna nieznana
- - Mato Andrić – jugosłowiański polityk, przewodnicący Związku Komunistów Bośni i Hercegowiny (1984–1986), przewodniczący Rady Wykonawczej (premier) Socjalistycznej Republiki Bośni i Hercegowiny (1987–1988)